# The Two Mas
The Two Mas är en roman författad av den kinesiske författaren Lao She. 
Boken skrevs i mitten av 1920-talet i London och bygger till viss del på Lao Shes egna erfarenheter av sin vistelse i England som han anlände till 1924. Bokens huvudpersoner är far och son i familjen Ma, som kommer till London och där får erfara den diskriminering och fördomar som kineser på den tiden kunde få utstå då de besökte väst. Boken har aldrig översatts till svenska men finns i engelsk översättning. Boken är en av de längsta Lao She skrivit på cirka 140000 tecken. Boken har gjorts till en tv-serie i Kina.

## Bokens huvudpersoner
- Herr Ma (马先生)- Änkling som kommer till England för att ta över sin brors arv, som består av en affär i London som säljer kinesiska antikviteter. En traditionell och lat person som ofta påminner sin son om att han ska lyda sin far.
- Ma Wei (马威) - Herr Mas son. Är någonstans i de sena tonåren eller runt 20 år gammal. Har ett för den tiden modernt synsätt och tycker exempelvis att man ska gifta sig med den man älskar snarare än den ens föräldrar utser. En hårt arbetande, och god människa. Hamnar ofta i konflikt med sin far då fadern har ett traditionellt synsätt och Ma Wei ett mer modernt.
- Mrs Wendy (温都太太) - Änka som försörjer sig genom att hyra ut några rum i sitt hus i London. Hyr ut rum till far och son Ma.
- Mary (玛力) - Mrs Wendys dotter. En kvinna i tjugoårsåldern som Ma Wei så småningom blir djupt förälskad i.
- Li Zirong(李子荣) - En ung kinesisk man som driver antikaffären åt familjen Ma. En hårt arbetande, mycket lojal och duktig person som liksom herr Ma är traditionell. Trots detta blir han Ma Weis bäste vän.
- Pastor Lee (伊牧师) - En f d missionär som numera slagit sig ner i London. Drygt 60 år gammal. Hjälpte herr Ma att hitta boende i London, vilket på den tiden inte var så lätt då ingen ville hyra ut till kineser.

## Handling
Till en början handlar boken mycket om de fördomar som kineser gick till mötes när de besökte väst vid den här tiden. Pastor Lee har fullt sjå med att hitta någon som alls vill hyra ut rum till några kineser. Mrs Wendy är emot, men pastor Lee lyckas till slut övertala henne.  
Efter hand utvecklas relationerna mellan herr Ma och mrs Wendy samt Ma Wei och Mary till kärlek. Herr Ma och mrs Wendy är nära att gifta sig, men mrs Wendy känner att hon inte kan gå intill herr Ma när de är ute på stan tillsammans. Dessutom vet hon att om hon gifter sig med en kines så kommer hennes sociala ställning ta skada och hon kommer kanske inte att ha kvar några vänner. Därför avslutar hon så småningom förhållandet. Ma Weis och Marys kärlek är inte ömsesidig, Ma Wei är djupt förälskad i Mary men när han konfronterar henne svarar hon att det är omöjligt för dem att vara tillsammans eftersom han är kines.  
I slutet så attackeras antikvitetsaffären av kineser ur arbetarklassen. Det är en hämnd för att herr Lee varit med i en engelsk film där kineser utmålas som banditer. Ma Wei och Li Zirong lyckas dock försvara antikvitetsaffären, och Ma Weis bild hamnar i tidningen. Efter attacken vill herr Ma inte ha något med antikaffären att göra utan bestämmer sig för att sälja den. I slutet bestämmer sig Ma Wei för att ge sig av. 
Boken innehåller också synpunkter på engelsk och västerländsk kontra kinesisk kultur samt åsikter om varför Kina på den tiden var ett svagt land och hur man kan komma tillrätta med det. Lao She kritiserar imperialismen men samtidigt beundrar han den respekt engelsmännen har för vetenskap och kunskap. Han beundrar engelsmännens organisationsförmåga, deras respekt för lag och ordning. Samtidigt skildras de engelska karaktärerna nästan utan djup, detta är reserverat för de kinesiska karaktärerna. På ett ställe skriver han "om du vill besegra imperialismen måste du förvärva kunskap, att bara ropa slagord leder ingenstans". Han har en cynisk syn på den internationella världsordningen, man kan bara välja mellan att vara stark och mobba de svaga eller att vara svag och utstå de starkas mobbning. 

## Lao She i London
När Lao She själv bodde i London bodde han en tid hos två systrar som ärvt ett hus. I hyran ingick två måltider samt tvätt. Utan tvekan bygger boken till stor del på Lao Shes egna erfarenheter under de år han vistades i London.